# Tandem (film 1987)
(Mortez rivolgendosi a Rivetot)
Tandem è un film del 1987 diretto da Patrice Leconte, interpretato da Jean Rochefort e Gérard Jugnot.
Il film contrappone la parabola discendente della carriera di due uomini, a quella ascendente della loro amicizia.

## Trama
Michel Mortez è l'ideatore e conduttore di un seguitissimo programma radiofonico itinerante: La langue au chat.
Con lui, a fargli da spalla e tuttofare c'è il fonico Rivetot, un uomo umile, combattuto tra la stima che nutre per il personaggio di Mortez e la poca fiducia che ripone nella persona.
Mortez dal canto suo è un uomo estremamente solo, spesso schiavo del gioco, dell'alcol e della sua depressione.
Una lettera da parte del presidente dell'emittente radiofonica, in cui avverte i due che il programma sarà soppresso di lì a poco, darà l'inizio ad una sostanziale svolta nella vita di entrambi.

## Riconoscimenti
- 1988 - Premio César
  - Miglior manifesto a Stéphane Bielikoff
  - Nomination Miglior film a Patrice Leconte
  - Nomination Migliore attore a Gérard Jugnot
  - Nomination Migliore attore a Jean Rochefort
  - Nomination Miglior regista a Patrice Leconte
  - Nomination Migliore sceneggiatura originale o il miglior adattamento a Patrice Leconte e Patrick Dewolf

## Curiosità
- Nelle sale italiane è stato distribuito solo nel 2003.
- Il programma condotto da Mortez nel film, è ispirato ad un programma radiofonico francese realmente esistito: Le Jeu des 1000 francs.
- La canzone che apre e chiude il film è Il Mio Rifugio di Riccardo Cocciante.
- L'edizione italiana è di LaBibi.it, i dialoghi e la direzione del doppiaggio sono di Daniela Nobili